# پرچم وانواتو
پرچم وانواتو در ۱۳ فوریه ۱۹۸۰ پذیرفته شد.این پرچم دارای چهار رنگ قرمز ، سبز ، زرد و مشکی می باشد.